# Kísérőzene (televíziós sorozat)
A Kísérőzene (eredeti cím: Soundtrack) 2019-ben vetített amerikai zenés dráma sorozat, amelyet Joshua Safran alkotott.
A sorozat producere Ellen Marie Blum. A zeneszerzői Andrew McMahon, Zac Clark és James S. Levine. A főszerepekben Paul James, Callie Hernandez, Marianne Jean-Baptiste, Jenna Dewan és Jahmil French láthatóak. A sorozat a Random Acts Productions, az Annapurna Television és a 20th Century Fox Television megbízásából készült, forgalmazója a 20th Television.
Amerikában és Magyarországon is 2019. december 18-án vált elérhetővé a Netflixen.
2020 januárjában bejelentették, hogy egy évad után elkaszálták a sorozatot.

## Cselekmény
Két ifjú szerelmi kapcsolatáról szól. Közben pedig keresik a sikerhez vezető utat, hogy híres táncművészek lehessenek.

## Szereplők

### Főszereplők
| Színész                | Szereplő                 | Magyar hang     |
| ---------------------- | ------------------------ | --------------- |
| Paul James             | Samson "Sam" Hughes      | Szabó Máté      |
| Callie Hernandez       | Eleanor "Nellie" O’Brien | Kis-Kovács Luca |
| Marianne Jean-Baptiste | Annette Sands            | Kocsis Mariann  |
| Jenna Dewan            | Joanna Kassem            | Földes Eszter   |
| Jahmil French          | Dante Sands              | Hamvas Dániel   |
| Megan Ferguson         | Jean Dubrowski           | Solecki Janka   |
| Isaiah Givens          | Barry Hughes             | Gergely Attila  |
| Madeleine Stowe        | Margot Weston            | Egri Márta      |
| Campbell Scott         | Frank O’Brien            | Rosta Sándor    |

### Mellékszereplők
| Színész          | Szereplő       | Magyar hang     |
| ---------------- | -------------- | --------------- |
| Christina Milian | De'Andra Green | Nádasi Veronika |
| Juliet G. James  | Leah           | Berkes Boglárka |
| Kyle Riabko      | Levi Gordon    | Czető Ádám      |
| Robbie Fairchild | Troy           | Szatory Dávid   |

## Epizódok
| Évad | Évad | Epizód | Eredeti sugárzás   | Eredeti sugárzás   | Eredeti adó | Magyar sugárzás    | Magyar sugárzás    | Magyar adó |
| Évad | Évad | Epizód | Évadpremier        | Évadfinálé         | Eredeti adó | Évadpremier        | Évadfinálé         | Magyar adó |
| ---- | ---- | ------ | ------------------ | ------------------ | ----------- | ------------------ | ------------------ | ---------- |
|      | 1    | 10     | 2019. december 18. | 2019. december 18. |             | 2019. december 18. | 2019. december 18. |            |

### Első évad (2019)
| Sor. | Év. | Cím                                                          | Rendező       | Író                                           | Premier            |
| ---- | --- | ------------------------------------------------------------ | ------------- | --------------------------------------------- | ------------------ |
| 1.   | 1.  | 1. zeneszám: Nellie és Sam (Track 1: Nellie and Sam)         | Jesse Peretz  | Joshua Safran                                 | 2019. december 18. |
| 2.   | 2.  | 2. zeneszám: Joanna és Nellie (Track 2: Joanna and Nellie)   | Karen Gaviola | Beth Schacter                                 | 2019. december 18. |
| 3.   | 3.  | 3. zeneszám: Sam és Dante (Track 3: Sam and Dante)           | Ti West       | Khiyon Hursey és Harrison Richlin             | 2019. december 18. |
| 4.   | 4.  | 4. zeneszám: Margot és Frank (Track 4: Margot and Frank)     | Joe Swanberg  | Joshua Safran                                 | 2019. december 18. |
| 5.   | 5.  | 5. zeneszám: Dante és Annette (Track 5: Dante and Annette)   | Ti West       | Lauren Yee                                    | 2019. december 18. |
| 6.   | 6.  | 6. zeneszám: Joanna és Eleanor (Track 6: Joanna and Eleanor) | Darren Grant  | Richard Kramer                                | 2019. december 18. |
| 7.   | 7.  | 7. zeneszám: Sam és Frank (Track 7: Sam and Frank)           | Joe Swanberg  | Lauren Yee, Khiyon Hursey és Harrison Richlin | 2019. december 18. |
| 8.   | 8.  | 8. zeneszám: Gigi és Jean (Track 8: Gigi and Jean)           | Joshua Safran | Allyn Rachel                                  | 2019. december 18. |
| 9.   | 9.  | 9. zeneszám: Margot és Annette (Track 9: Margot and Annette) | Darren Grant  | Korde Tuttle                                  | 2019. december 18. |
| 10.  | 10. | 10. zeneszám: Finálé (Track 10: Finale)                      | Karen Gaviola | Joshua Safran és Beth Schacter                | 2019. december 18. |

## Gyártás
2018. január 19-én bejelentették, hogy a Fox berendelt egy próbaepizódot. A próbaepizódot Joshua Safran írta, Megan Ellison és Sue Naegle voltak a producerei. 2018. február 8-án arról számoltak be, hogy Jesse Peretz rendezi az epizódot.
2018. május 11-én a Safran a Twitter-en bejelentette, hogy a Fox elutasította a sorozat gyártását. A hónap későbbi szakaszában megerősítést nyert, hogy egy másik gyártóval tárgyalnak a sorozat jövőjéről. 2018. július 2-án bejelentették, hogy a Netflix berendelte az első évadot. Azt is bejelentették, hogy Ali Krug lesz a vezető producer, és hogy a 20th Century Fox Television fogja forgalmazni a sorozatot. 2020. január 31-én bejelentették, hogy a sorozat egy évad után véget ér.

### Szereposztás
2018 februárjában bejelentették, hogy Madeleine Stowe és Callie Hernandez lesznek a próbaepizódot főszereplői. 2018 márciusában Megan Ferguson, Jenna Dewan és Raúl Castillo szintén csatlakozott a próbaepizód szereplőihez. 2018. december 13-án bejelentették, hogy Paul James Raúl Castillo helyét vette át.